# Norfolk (terytorium)
Wyspa Norfolk (Terytorium Wyspy Norfolk; ang.: Norfolk Island, Territory of Norfolk Island; norfolski (norfuk): Norfuk Ailen) – australijskie terytorium zależne składające się z wyspy Norfolk i dwóch mniejszych wysepek: Philip i Nepean. Położone jest na Morzu Fidżi, na Oceanie Spokojnym pomiędzy Australią, Nową Zelandią i Nową Kaledonią.

## Ustrój polityczny
Norfolk jest tzw. terytorium zewnętrznym Australii. Rząd australijski jest reprezentowany przez administratora mianowanego przez gubernatora generalnego Australii.
Zgodnie z Norfolk Island Act, przyjętym w 1979 roku przez parlament Australii, terytorium miało autonomię wewnętrzną – władza ustawodawcza należała do jednoizbowego, dziewięcioosobowego parlamentu (Zgromadzenia Ustawodawczego) wybieranego w wyborach powszechnych. Spośród członków parlamentu wybierany był czteroosobowy rząd zwany Radą Wykonawczą (Executive Council), na którego czele stał premier (Chief Minister). Ze względu na brak partii politycznych, wszyscy członkowie parlamentu byli bezpartyjni.
W 2015 roku parlament Australii przyjął Norfolk Island Legislation Amendment Bill 2015, na mocy którego z dniem 18 czerwca 2015 r. zlikwidowany został na wyspie lokalny parlament i rząd, zaś w zamian 1 czerwca 2016 r. powołana zostanie lokalna rada (Rada Regionalna Norfolku), analogiczna do samorządów lokalnych istniejących w australijskim stanie Nowa Południowa Walia (działać będzie na podstawie Local Government Act 1993 (NSW)). Na okres przejściowy, do czasu powołania nowej rady, utworzono Radę Doradczą Norfolku.
Stolicą terytorium jest osada Kingston, jednak część urzędów rządowych znajduje się poza nią, w sąsiednich osiedlach.

## Geografia
Norfolk jest wyspą wulkaniczną zbudowaną ze skał bazaltowych. Klifowe wybrzeże jest wysokie, dostępne tylko na niewielkim odcinku. Najwyższe wzniesienie, Mount Bates, osiąga wysokość 319 m n.p.m. Długość linii brzegowej wynosi 32 km.
Ludność Norfolk to potomkowie osadników z Wielkiej Brytanii, Australii i Nowej Zelandii oraz marynarzy ze statku „HMS Bounty” i kobiet z Tahiti.
Na wyspie nie istnieją jednostki podziału administracyjnego.

### Klimat
Wyspa leży w strefie klimatu subtropikalnego morskiego, z temperaturami w dzień wahającymi się od 18 °C w najchłodniejszych miesiącach do 25 °C w najcieplejszych miesiącach. Roczna suma opadów wynosi 1200 mm.
| Miesiąc | Sty  | Lut  | Mar  | Kwi  | Maj  | Cze  | Lip  | Sie  | Wrz  | Paź  | Lis  | Gru  | Roczna |
| --- | ---- | ---- | ---- | ---- | ---- | ---- | ---- | ---- | ---- | ---- | ---- | ---- | ------ |
| Średnie temperatury w dzień [°C]                                                                           | 24.6 | 25.1 | 24.4 | 22.8 | 21.0 | 19.4 | 18.5 | 18.4 | 19.3 | 20.4 | 21.7 | 23.5 | 21,6   |
| Średnie dobowe temperatury [°C]                                                                            | 22.0 | 22.5 | 21.9 | 20.4 | 18.7 | 17.1 | 16.2 | 15.9 | 16.7 | 17.8 | 19.1 | 20.8 | 19,1   |
| Średnie temperatury w nocy [°C]                                                                            | 19.3 | 19.9 | 19.3 | 17.9 | 16.4 | 14.8 | 13.8 | 13.4 | 14.1 | 15.1 | 16.4 | 18.1 | 16,5   |
| Opady [mm]                                                                                                 | 83   | 86   | 88   | 118  | 114  | 131  | 126  | 102  | 98   | 75   | 89   | 97   | 1206   |
| Średnia liczba dni z opadami                                                                               | 12.4 | 12.6 | 15.1 | 17.3 | 18.7 | 19.7 | 20.5 | 19.0 | 14.2 | 13.2 | 11.2 | 11.7 | 186    |
| Średnie usłonecznienie [h]                                                                                 | 233  | 214  | 208  | 189  | 186  | 162  | 183  | 217  | 219  | 233  | 234  | 239  | 2525   |
| Źródło: Bureau of Meteorology (liczba dni z opadami dla wartości 0,1 mm, wysokość 112 m n.p.m., 1981-2010) |      |      |      |      |      |      |      |      |      |      |      |      |        |

| Sty  | Lut  | Mar  | Kwi  | Maj  | Cze  | Lip  | Sie  | Wrz  | Paź  | Lis  | Gru  | Rok  |
| ---- | ---- | ---- | ---- | ---- | ---- | ---- | ---- | ---- | ---- | ---- | ---- | ---- |
| 23,2 | 23,8 | 23,9 | 23,1 | 21,7 | 20,7 | 19,5 | 18,7 | 19,1 | 19,7 | 21,0 | 22,4 | 21,4 |

## Historia
Wyspa została odkryta w 1774 r. przez Jamesa Cooka. W 1788 wyspa została anektowana przez Wielką Brytanię i wcielona w skład kolonii Nowa Południowa Walia. Po aneksji na wyspie została założona kolonia karna, która funkcjonowała do 1814 r. Jej pierwszym komendantem został 6 marca 1788 r. Philip Gidley King – oficer marynarki brytyjskiej, później trzeci z kolei gubernator stanu Nowa Południowa Walia w latach 1800–1806.
Ponowne zasiedlenie wyspy nastąpiło w roku 1825, a w 1844 wyspa została przekazana kolonii Ziemia van Diemena (obecna Tasmania). Kolonia karna funkcjonowała do 1855 roku, po czym wyspa ponownie została opuszczona.
W 1856 roku wyspa została znów zasiedlona, tym razem przez potomków Tahitańczyków i buntowników z okrętu HMS Bounty, którzy przenieśli się tu z wyspy Pitcairn. W listopadzie tego roku Królowa Wiktoria ustanowiła z Norfolku oddzielną kolonię, która miała własne władze, tylko formalnie podległe gubernatorowi Nowej Południowej Walii. W 1896 autonomia kolonii została zlikwidowana, a na miejsce lokalnych władz został wprowadzony administrator mianowany przez gubernatora Nowej Południowej Walii.
W 1914 Norfolk został formalnie przejęty od Nowej Południowej Walii przez władze federalne jako terytorium zewnętrzne Australii, a w 1979 roku nadano mu szeroką autonomię, ograniczoną następnie w 2015 roku.

## Gospodarka
Podstawą gospodarki wyspy jest turystyka. Innymi źródłami dochodu są sprzedaż znaczków pocztowych, alkoholu, oferowanie usług finansowych oraz obsługa podmorskiego węzła komunikacyjnego. Na Norfolk uprawia się fasolę, zboża, ziemniaki, warzywa i owoce cytrusowe.

## Religia
Struktura religijna w 2016 roku według CIA The World Factbook:
- protestantyzm – 46,8%:
  - anglikanizm – 29,2%,
  - Kościół Zjednoczony w Australii – 9,8%,
  - prezbiterianizm – 2,9%,
  - adwentyści dnia siódmego – 2,7%,
  - pozostali – 2,2%,
- brak religii – 26,7%,
- katolicyzm – 12,6%,
- pozostali chrześcijanie – 2,9%,
- inne religie – 1,4%,
- nieokreśleni – 9,5%.